# Petényi Katalin
Petényi Katalin (Budapest, 1941. március 12. –) Balázs Béla-díjas filmrendező, filmdramaturg, vágó, művészettörténész, egyetemi tanár, érdemes művész.

## Életpályája
1964-ben szerzett diplomát az Eötvös Loránd Tudományegyetemen művészettörténet-magyar szakon.
A hatvanas, hetvenes években kiállításokat rendezett, múzeumokat alapított (UNESCO-díjas Kovács Margit Múzeum, Barcsay Emlékház Szentendrén), művészeti könyveket írt – Barcsay Jenő 1976; Ámos Imre 1982.
1971-ben lett a Színház- és Filmművészeti Egyetem művészettörténet tanára. A hetvenes évek közepétől forgatókönyveket írt, a nyolcvanas évektől vágóként és rendezőként dolgozott együtt Gyöngyössy Imrével és Kabay Barnával, később író-rendezőként készített filmeket a magyar és német tv társaságok számára. Olaszországban 1988-ban Cinema per la Pace életmű díjat, 2015-ben Balázs Béla-díjat kapott.

## Magánélete
Férje Gyöngyössy Imre (1930–1994) filmrendező volt. Fiuk Gyöngyössy Bence (1963–) filmrendező, lányuk Gyöngyössy Réka (1970–).

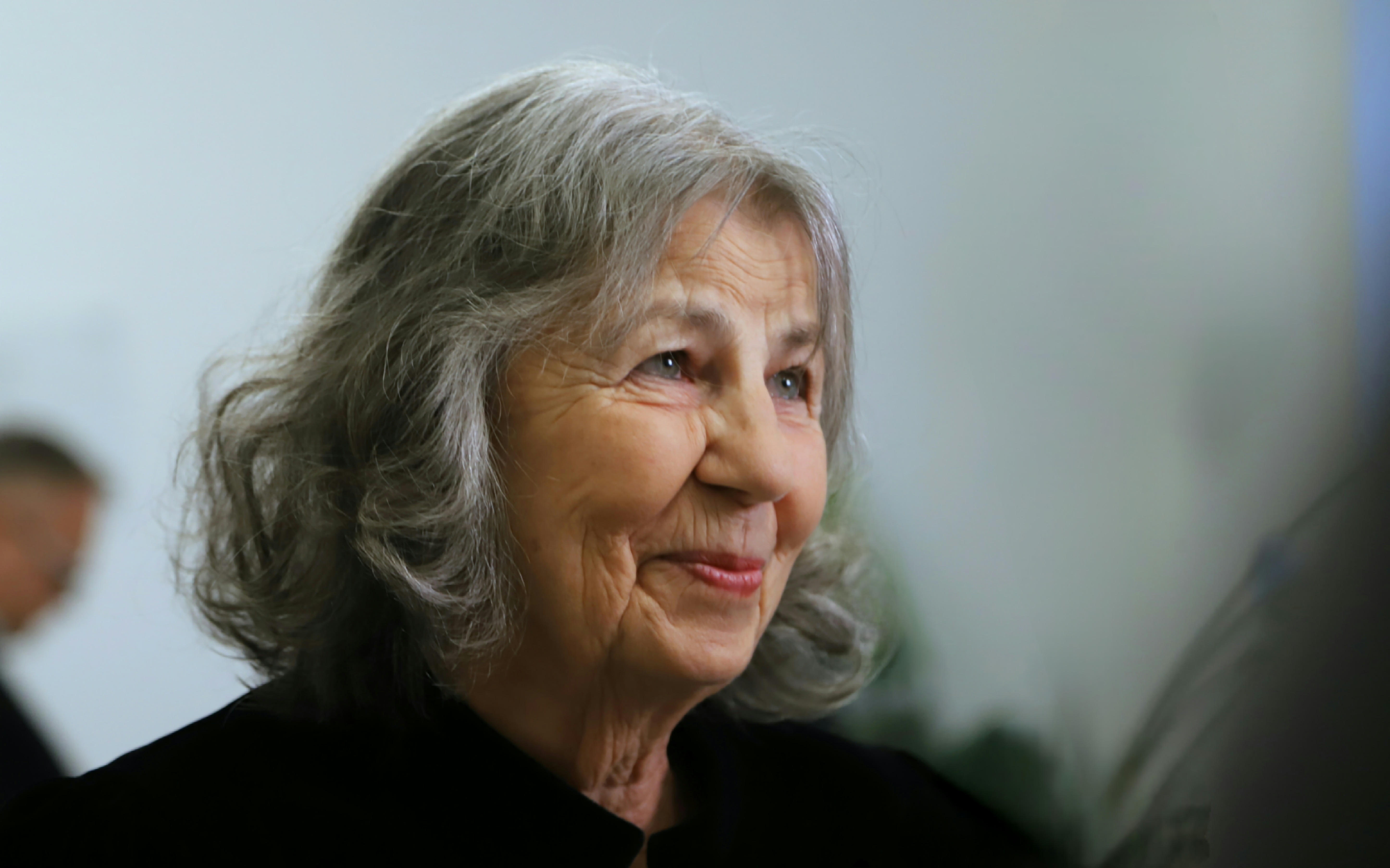
Petényi Katalin 2024